# Виспер-Уолк

## География
По данным Бюро переписи населения США статистически обособленная местность Виспер-Уолк имеет общую площадь в 2,59 квадратного километра, водных ресурсов в черте населённого пункта не имеется.
Статистически обособленная местность Виспер-Уолк расположена на высоте 5 м над уровнем моря.

## Демография
По данным переписи населения 2000 года в Виспер-Уолк проживало 5135 человек, 1716 семей, насчитывалось 2418 домашних хозяйств и 2637 жилых домов. Средняя плотность населения составляла около 1982,63 человек на один квадратный километр. Расовый состав населённого пункта распределился следующим образом: 93,67 % белых, 2,06 % — чёрных или афроамериканцев, 0,04 % — коренных американцев, 2,77 % — азиатов, 0,93 % — представителей смешанных рас, 0,53 % — других народностей. Испаноговорящие составили 5,63 % от всех жителей статистически обособленной местности.
Из 2418 домашних хозяйств в 16,6 % воспитывали детей в возрасте до 18 лет, 65,3 % представляли собой совместно проживающие супружеские пары, в 3,7 % семей женщины проживали без мужей, 29,0 % не имели семей. 26,7 % от общего числа семей на момент переписи жили самостоятельно, при этом 22,4 % составили одинокие пожилые люди в возрасте 65 лет и старше. Средний размер домашнего хозяйства составил 2,12 человека, а средний размер семьи — 2,53 человека.
Население статистически обособленной местности по возрастному диапазону по данным переписи 2000 года распределилось следующим образом: 14,9 % — жители младше 18 лет, 2,3 % — между 18 и 24 годами, 16,4 % — от 25 до 44 лет, 15,0 % — от 45 до 64 лет и 51,4 % — в возрасте 65 лет и старше. Средний возраст жителей составил 66 лет. На каждые 100 женщин в Виспер-Уолк приходилось 84,6 мужчины, при этом на каждые сто женщин 18 лет и старше приходилось 82,0 мужчины также старше 18 лет.
Средний доход на одно домашнее хозяйство статистически обособленной местности составил 42 368 долларов США, а средний доход на одну семью — 51 308 долларов. При этом мужчины имели средний доход в 51 422 доллара США в год против 34 844 доллара среднегодового дохода у женщин. Доход на душу населения статистически обособленной местности составил 42 368 долларов в год. 3,4 % от всего числа семей в населённом пункте и 4,7 % от всей численности населения находилось на момент переписи населения за чертой бедности, при этом 5,7 % из них были моложе 18 лет и 5,3 % — в возрасте 65 лет и старше.